# بيتر ووردوك
بيتر ووردوك (بالإنجليزية: Peter Warlock)‏ (و. 1894 – 1930 م) هو ملحن، ومختص بالموسيقى، وناقد موسيقي بريطاني، ولد في لندن، بدأ مشواره المهني سنة 1918، توفي في لندن، عن عمر يناهز 36 عاماً.

## التعليم
تعلم في كنيسة المسيح، أكسفورد، وتعلم في كلية لندن الجامعية، وتعلم في كلية إيتون
.

## وصلات خارجية
- بيتر ووردوك في قاعدة بيانات الأفلام على الإنترنت